# 瀕危語言

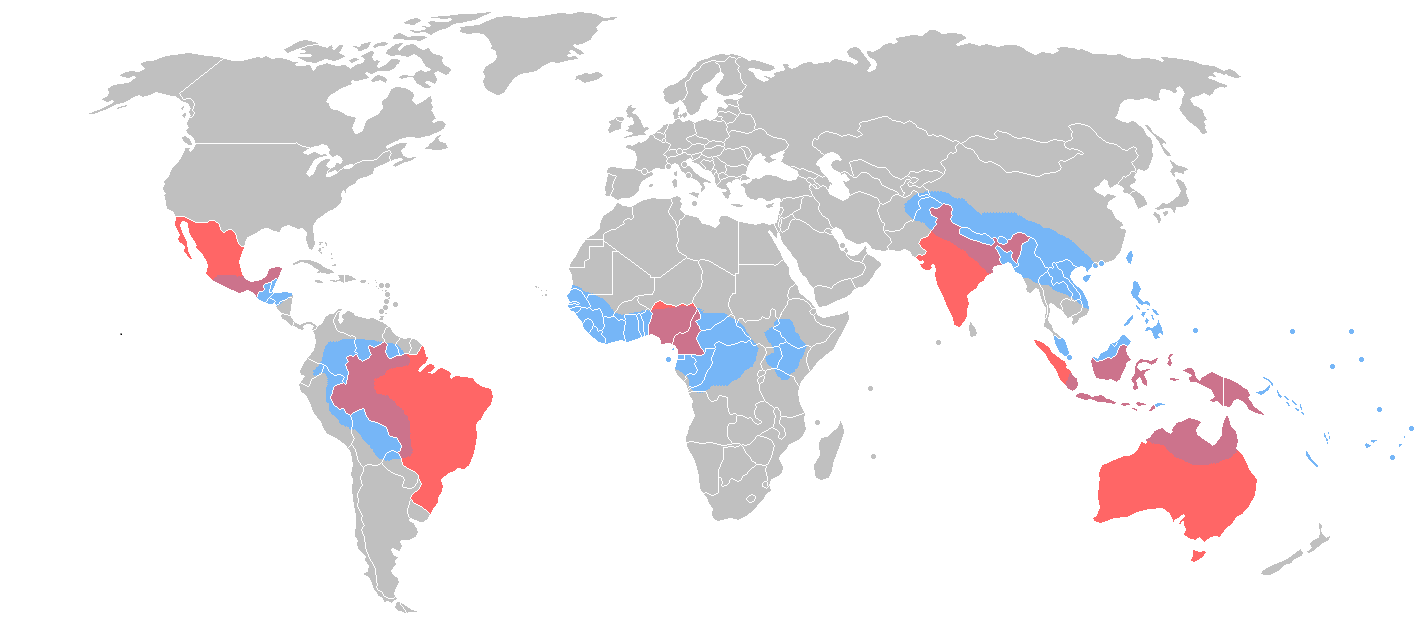
红色的八个国家（墨西哥、巴西、尼日利亚、喀麦隆、印度、印度尼西亚、巴布亚新几内亚和澳大利亚）中含有世界50％以上的濒危语言。蓝色的区域是世界上语言最多元化的地区。

瀕危語言（endangered language）指的是使用人數越來越少的、行將滅絕的語言。

## 語言瀕危性的鑑定

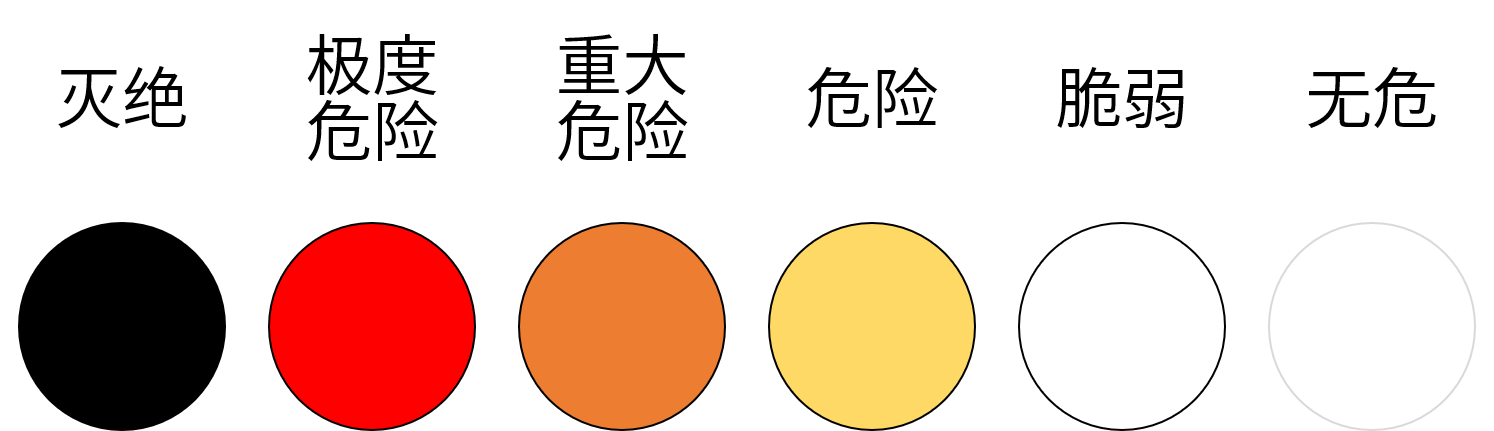
联合国教科文组织濒危语言等级

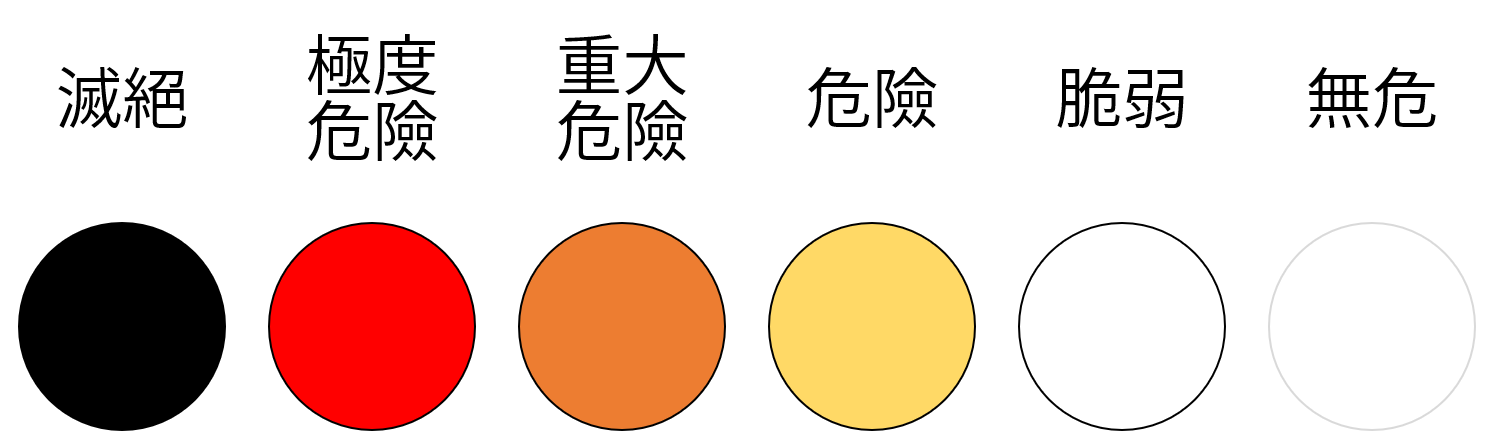
聯合國教科文組織瀕危語言等級

在語言學中並沒有形成對語言瀕危性鑑定的統一方法。判斷的標準有許多種，聯合國教科文組織發佈的2009版世界濒危语言地图册（Atlas of the World's Languages in Danger）將語言按現狀分爲6個等級，分別是：
1. 無危：被群體内所有年齡層使用，且跨年齡層傳播順暢無阻。
2. 脆弱：被群體内絕大多數兒童使用，但被限於特定場景或領域（如在家）。
3. 危險：在群體内不再被兒童作爲母語在家學習。
4. 重大危險：多被群體内祖父母一代使用；群體内的父母一代能夠理解該語言，但并不會對同年齡層或其兒童使用。
5. 極度危險：僅被群體内祖父母一代部分地、偶爾地使用。
6. 滅絕：1950年以來失去了所有使用者的語言。

有些語言，儘管使用的人數上萬，也仍然被鑑定為瀕危語言，因爲該語言只有越來越少的青少年和兒童把它作爲第一語言學習使用。例如中國境內一些弱勢的汉语方言。相比之下，處在文明邊緣的一些語言，即使使用人數不足百人，只要該語言的所有使用者（包括青少年和兒童）仍然把該語言作爲主要的（或唯一的）交流語言，那么這門語言的前景就被認爲是樂觀的。

## 造成語言瀕危的因素
造成語言瀕危的因素是多方面的。既包括語言外部的因素，例如使用人口少分佈雜、族群分化、民族融合、社會轉型等；也包括語言自身的因素，如弱勢語言或是沒有書寫系統的語言的使用者，往往會發現該語言的詞彙和語法功能無法滿足社會複雜交流的需要。一般而言，瀕危語言都是失去了國家形態的少數民族語言或區域語言。在當今世界，資訊的全球化和不恰當的語言政策更是加速了優勢語言的興旺和弱勢語言的式微。此外，語言的瀕危還牽涉到語言使用者對自己母語的忠誠度等問題，有些族群在母語受到強勢語言威脅時會採取強烈的反抗以爭取權利，而有些族群則自願放棄將母語傳遞給下一代。不同的瀕危語言，由於社會和歷史背景的不同，語言特點又有所差異，因而造成語言瀕危的因素也不盡相同。

## 語言多樣性的現狀

### 全球範圍
根據聯合國估計，目前世界上現存七千多種語言中，有一半的語言只有不到一萬名使用者，四分之一的語言只有不到一千名使用者。並且，除非採取有效措施，否則在一個世紀之內這些語言（至少3000種）都會滅絕。

### 中國大陸
目前中國大陸少數民族語言的多樣性正在遭受嚴峻的威脅。譬如作为口语的满语现在只有在黑龙江省黑河市、齐齐哈尔市富裕县三家子村等少数边远村屯有大約100人能聽懂，約50位老人能說。塔塔爾族總人口5000余人，但是塔塔爾語的使用人口不到1000人；赫哲語的使用者只有十幾位60歲以上的老人；仙島語（阿昌族一個支系使用的語言）的使用人數也僅為百人左右；此外瀕危的語言還有土家語、仫佬語等。
中國大陆有120多種少數民族語言，只有50多種語言有文字，而只有22種文字實際被使用。沒有文字的語言，使用人數都少於萬人，僅僅保留在老人的山歌、傳説等口頭語言形式中，實際上處在消亡的邊緣。而中国大陆汉语族语言中，由于80年代后庞大的流动人口的冲击再加上推廣普通話的力度加大，相当多的弱势方言已经处在濒危的境地，而逐步被強勢方言或普通話取代，更有許多兒童方言能力下降甚至不會使用原本的母語方言，如吳語、閩北語、晉語等。也有城市外來人口越來越多甚至超過本地人口數量造成本土人原本的方言邊緣化，不得不選擇通用的普通話在本地交流。如广东省内的深圳市，在1978年改革开放的初期，被规划为经济特区以后，大量外来人口前往深圳务工或定居，使得深圳的外来人口大幅增加，并超过原先的本地人口，导致说粤语的人口在深圳并没有像在广州、粤西等广东省其他地区，以及香港和澳门那样普遍，民间反而以普通话交流的居多，而成为广东的“特例”。类似情况也存在于北京、上海、杭州等其他比较发达的城市。以上海为例，上海本处于吴语区，但是因为上海的外来人口太多，间接导致吴语在上海的地位下降。

### 香港
目前香港手語正在受嚴峻的威脅。由於1880年，國際聾人教育會議廢除手語教學，認為它會妨礙聾人融入社會。自此140年，手語都被遏制。根據香港統計處出版的2008年綜合住戶統計調查數據指出，92,200人有不同程度的聽覺困難，其中8,600人已完全失聰，他們溝通時會使用香港手語。直到2011年，有網站將香港手語列入瀕危語言，僅剩9,000個使用者。

### 臺灣
臺灣語言達四十多種，其中原住民的語言有多種面臨滅絕的危機，包括平埔族以及其他已認證的各原住民族語。近年來年輕人皆以華語（臺灣稱國語）作為主要語言，可能在幾十年後再也沒有人能夠全用自己族群的傳承語交談。目前臺灣的傳承語如台語、客話都有數百萬人在使用，但是能說流利母語的人數也逐年在降低。
2010年代，政府與民間已認識到台語、客家語等亦屬瀕危語言，雖符合危險（definitely endangered）或重大危險（severely endangered），然而臺灣不具備向UNESCO提出申請之資格，因此無法正式列入聯合國瀕危語言列表名單。

## 關於瀕危語言的辯論

### 支持保護瀕危語言
支持保護瀕危語言的倡議者認爲一個語言的滅亡會導致難以估量的損失。他們的論點包括：
- 語言的多樣性能夠為語言學家、認知科學家和哲學家研究人類的思維提供大量的寶貴資料。
- 本土語言是該地區的文化和自然資源的唯一載體，是不可替代的。
- 語言能夠幫助人們了解人類的歷史。

### 反對保護瀕危語言
反對者認爲語言多樣性是一種浪費，語言的消失對社會有益。有些認為應該透過國家權力加速其消失，使所有的語言都被一種或幾種強勢語言所取代。其論點包括：
- 更少的語言意味著人們能夠更輕鬆、更徹底地交流，省掉翻譯的昂貴費用。
- 更少的語言可以讓人們沒有因雙方語言不通而產生地域歧視的思想。

## 復興瀕危語言
有兩種方法來補救瀕危語言，它們分別是語言檔案編制和語言復興。
語言檔案編制是指將該語言的語法、詞彙、句法以及一些民間文學形式按照語言學科學的方式完整記錄下來的過程。語言復興是指通過政治、媒體或教育的手段來增加某種瀕危語言的使用者數目的過程。
在台灣，公視於2003年設立客家電視台，曾播出客語教學節目，並且常以客語為動畫或戲劇、電影進行配音，但電視上播出的客語配音經常不能同時收錄於DVD或BD的音軌中。2004年，原民會委託台視成立原住民族電視台，並於隔年開播。台語復興方面，2019年以前僅少數民間頻道製播台語的電視劇或新聞節目，但一直缺乏以台語為主的電視台。而隨著2018年立法院三讀通過《國家語言發展法》，立法保障各族群語言與華語擁有平等的地位，隔年才以此為法源同樣由公視成立公視台語台，全時段播放台語節目。2000年起施行的《大眾運輸工具播音語言平等保障法》明定鐵公路等大眾運輸工具及車站除華語外需有閩南語（台語）及客語播音，馬祖地區需加上閩東語，原住民族主要居住地需加上原住民語言（如台鐵東部幹線有阿美族語播音）。
在香港有慈善機構龍耳推廣「兩文四語」，兩文為中文和英文，四語為粵語、英語、普通話和香港手語，也促請香港政府增撥資源支持手語教育。此外，培訓了10位以手語作為母語的聾人，擔任手語導師，並提供手語班，不但為聽覺有困難人士提供無障礙的社會，也籍此希望挽救香港手語的瀕危語言。
紐西蘭原住民的毛利語被聯合國列作瀕危語言。在1982年，毛利人建立了「語言巢」，提供場所讓老人將毛利語傳承給年輕世代。1987年紐西蘭政府年通過了「毛利語言法」，將毛利語定為官方語言，並通過成立毛利語電視臺與開設毛利語語言班等措施，鼓勵毛利族和新西兰境內其他族裔增加使用毛利語。

## 延伸閱讀
- Ahlers, Jocelyn C. . Gender and Language (Equinox). September 2012, 6 (2)  [2016-10-17]. （原始内容存档于2015-04-26）.
- Abley, Mark. . London: Heinemann. 2003.
- Crystal, David. . Cambridge: Cambridge University Press. 2000. ISBN 978-0521012713.
- Evans, Nicholas. . Newman, Paul; Ratliff, Martha  (编). . Cambridge: Cambridge University Press. 2001: 250–281..
- Hale, Kenneth; Krauss, Michael; Watahomigie, Lucille J.; Yamamoto, Akira Y.; Craig, Colette; Jeanne, LaVerne M. et al. 1992. Endangered Languages. Language, 68 (1), 1–42.
- Harrison, K. David. 2007. When Languages Die: The Extinction of the World's Languages and the Erosion of Human Knowledge. New York and London: Oxford University Press. ISBN 0-19-518192-1.
- McConvell, Patrick; Thieberger, Nicholas. . Cunningham, Denis; Ingram, David; Sumbuk, Kenneth  (编). . Clevedon, UK: Multilingual Matters. 2006: 54–84. ISBN 1853598674.
- McConvell, Patrick and Thieberger, Nicholas. 2001. State of Indigenous Languages in Australia – 2001 (PDF) （页面存档备份，存于）, Australia State of the Environment Second Technical Paper Series (Natural and Cultural Heritage), Department of the Environment and Heritage, Canberra.
- Nettle, Daniel and Romaine, Suzanne. 2000. Vanishing Voices: The Extinction of the World's Languages. Oxford: Oxford University Press.
- Skutnabb-Kangas, Tove. . Mahwah, New Jersey: Lawrence Erlbaum Associates. 2000. ISBN 0-8058-3468-0.
- Zuckermann, Ghil'ad and Walsh, Michael. 2011.  'Stop, Revive, Survive: Lessons from the Hebrew Revival Applicable to the Reclamation, Maintenance and Empowerment of Aboriginal Languages and Cultures' （页面存档备份，存于）, Australian Journal of Linguistics Vol. 31, No. 1, pp. 111–127.
- Austin, Peter K; Sallabank, Julia (编). . Cambridge University Press. 2011. ISBN 978-0-521-88215-6.
- Fishman, Joshua. 1991. Reversing Language Shift. Clevendon: Multilingual Matters.
- Ehala, Martin. 2009. An Evaluation Matrix for Ethnolinguistic Vitality. In Susanna Pertot, Tom Priestly & Colin Williams (eds.), Rights, Promotion and Integration Issues for Minority Languages in Europe, 123–137. Houndmills: PalgraveMacmillan.
- Landweer, M. Lynne. 2011. Methods of Language Endangerment Research: a Perspective from Melanesia. International Journal of the Sociology of Language 212: 153–178.
- Lewis, M. Paul & Gary F. Simons. 2010. Assessing Endangerment: Expanding Fishman’s GIDS. Revue Roumaine de linguistique 55(2). 103–120. Online version of the article.
- Hinton, Leanne and Ken Hale (eds.) 2001. The Green Book of Language Revitalization in Practice. San Diego, CA: Academic Press.
- Gippert, Jost; Himmelmann, Nikolaus P. and Mosel, Ulrike (eds.) 2006. Essentials of Language Documentation (Trends in Linguistics: Studies and Monographs 178). Berlin: Walter de Gruyter.
- Fishman, Joshua. 2001a. Can Threatened Languages be Saved? Reversing Language Shift, Revisited: A 21st Century Perspective. Clevedon: Multilingual Matters.
- Dorian, Nancy. 1981. Language Death: The Life Cycle of a Scottish Gaelic Dialect. Philadelphia, PA: University of Pennsylvania Press.
- Campbell, Lyle and Muntzel, Martha C.. 1989. The Structural Consequences of Language Death. In Dorian, Nancy C. (ed.), Investigating Obsolescence: Studies in Language Contraction and Death, 181–96. Cambridge University Press.
- Boas, Franz. 1911. Introduction. In Boas, Franz (ed.) Handbook of American Indian Languages Part I (Smithsonian Institution Bureau of American Ethnology Bulletin 40), 1–83. Washington, DC: Government Printing Office.
- Austin, Peter K. (ed.). 2009. One Thousand Languages: Living, Endangered, and Lost. London: Thames and Hudson and Berkeley, CA: University of California Press.
- “One Thousand Languages: Living, Endangered and Lost,” edited by Peter K. Austin. University of California Press (2008) http://www.economist.com/node/12483451 （页面存档备份，存于）

## 參閱
- 瀕臨滅絕語言列表（英语：Lists of endangered languages）
- 中國瀕危語言列表
- 語言復興
- 語言死亡
- 語言政策
- 瀕危語言基金會（英语：Endangered Language Fund）
- 霍金斯研究室（英语：Haskins Laboratories）
- 語言開放典藏社群（英语：OLAC）

## 外部連結
- Endangered-Languages.com website for information and resources （英文）
- 联合国濒危语言列表
- Rosetta Stone's Endangered Language Program （页面存档备份，存于） （英文）
- The Dodo's Fate: How languages become extinct （英文）